# Tetragnatha confraterna
Tetragnatha confraterna este o specie de păianjeni din genul Tetragnatha, familia Tetragnathidae, descrisă de Banks, 1909. Conform Catalogue of Life specia Tetragnatha confraterna nu are subspecii cunoscute.